# 문의 장군봉산성
문의 장군봉산성(文義 將軍峯山城)은 충청북도 청주시 상당구에 있다. 2017년 3월 17일 청주시의 향토유적 제29호로 지정되었다.

## 지정 사유
삼국시대 금강 수계를 지키기 위해 쌓은 테뫼식 석축 산성이다.